# Саронічна затока
Сароні́чна затока (грец. Σαρωνικός κόλπος), або Егінська затока — затока в Егейському морі, в яку зі сходу відкривається Коринфський канал. Афінський морський порт та Пірейський порт розташовані на північно-східному узбережжі затоки. Загалом місто Афіни займає усе північне та східне узбережжя.
Вулкан Метана, розташований на Коринфському перешийку наймолодший з активних вулканів Кікладської групи поруч із вулканами островів Мілос, Санторіні. Останнє виверження відбулось у 17 столітті.
Назва затоки походить від імені міфологічного царя Сарона, що потонув в озері Псіфта. За віруваннями стародавніх греків затока мала 6 входів у потойбічний світ, кожен з яких охоронявся хтонічними божествами, які персоніфікувалися у грабіжників та розбійників.

## Затоки
- Фалеронська затока
- Елефсінська затока
- Кехрійська затока
- Мегарьска затока

## Острови
- Егіна
- Саламін
- Порос